# Ida Carmina
Ida Carmina (Palermo, 16 novembre 1963) è una politica italiana.

## Biografia
Dopo la maturità classica nel 1987 si è laureata in Giurisprudenza presso l’Università Cattolica del Sacro Cuore di Milano e dal 1990 ha esercitato la professione di avvocato. Dal 1993 ha lavorato come Commissario della Polizia di Stato alla Questura di Agrigento, prima di diventare docente di Diritto ed Economia nelle scuole superiori e di intraprendere nuovamente l'attività forense. Sposata, è madre di due figli.

## Attività politica
Dal 2015 è attivista del Movimento 5 Stelle e il 21 giugno 2016 viene eletta sindaca di Porto Empedocle ottenendo il 36,91% al primo turno e vincendo al ballottaggio con il 71,31% contro il 28,69% di Orazio Guarraci del centrosinistra. Conclude il proprio mandato il 26 ottobre 2021: tenta la ricandidatura, ma ottiene il 15,61% (a fronte di un 6,19% della lista del M5S che la sosteneva) e non accede al ballottaggio.
Alle elezioni politiche del 2022 si candida alla Camera dei deputati per il Movimento 5 Stelle: viene eletta nella quota proporzionale da capolista nel collegio plurinominale Sicilia - 02.